# Angela Milner
Angela Cheryl Milner, nacida Angela Girven (Gosforth, 3 de octubre de 1947– 13 de agosto de 2021) fue una paleontóloga británica que, en 1986 junto a Alan Charig, describió el dinosaurio Baryonyx.

## Primeros años
Milner nació Angela Girven en Gosforth, hija de Cyril y Lucia Girven. Su padre era el ingeniero de condado para Northumberland. Concurrió al Instituto de Iglesia de Newcastle. Inicialmente planeó centrar su grado universitario en microbiología, pero las conferencias inspiradoras de Alec Panchen hicieron que se cambiase a paleontología. Obtuvo un bachiller universitario en ciencias en zoología en la Universidad de Newcastle upon Tyne y se quedó allí en 1969 para obtener un doctorado en paleontología supervisada por Panchen y centrando en los nectrídeos, un grupo de tetrápodos.

## Carrera
Milner encontró su primer empleo en el Museo de Historia Natural en Londres en 1976. Su camino de carrera inusual le dirigió para lograr un rango administrativo además de otro con función científica, finalmente siendo promovida a subdirectora de Paleontología convirtiéndose así en científica sénior. Fue jefa de la División de Vertebrados del Fósil en el Departamento de Paleontología y dirigente científico en la nueva Galería de Dinosaurios en el museo que fue abierta en 1992. Se retiró en 2009. 
Su trabajo primario era en anfibios Paleozoicos y además de continuar su trabajo en relación  tetrápodos tempranos, el tema de su doctorado, ocasionalmente durante su carrera. La mayoría de su trabajo científico significativo fue sobre la descripción de restos fosilizados de Baryonyx walkeri, un dinosaurio piscívoro. Este se encontró en una fosa de arcilla en Surrey y era el esqueleto de dinosaurio preservado más completo identificado en el Reino Unido a aquella fecha. Proporcionó la clave de la interpretación de fragmentos de dinosaurio más antiguo descubiertos en el mundo, creando una nueva área de investigación paleontológica. Continuó trabajando respecto a dinosaurios carnívoros, y los pájaros más antiguos que habían descendido de ellos, durante el resto de su carrera. En 2004  dirigió un estudio del cerebro de Archaeopteryx, aportando pruebas que sugerían que la especie era un pájaro. Además estudió especies de pájaro del periodo Eoceno encontradas en el sur de Inglaterra. Apreció cómo la tecnología nueva de tomografía axial computarizada podría usarse para visualizar el interior de fósiles en detalle, dirigió a la instalación de una de estas máquinas en el museo. Además, colaboró con otros para aislar proteínas de fósil en el campo nuevo de paleontología molecular. Milner llevó a cabo trabajo de campo en el Reino Unido y en el extranjero en varias ubicaciones que incluyen los EE. UU., el desierto de Sáhara y China.
Los dinosaurios Veterupristisaurus milneri, Riparovenator milnerae y Pendraig milnerae toman su nombre específico de ella.

## Vida personal
Se casó con Andrew Milner en 1972 mientras eran alumnado de posgrado. Milner murió en la mañana del 13 de agosto de 2021, a la edad de 73 años, luego de una corta enfermedad.

## Publicaciones
Milner es la autora o coautora de más de 60 publicaciones científicas. Continuó publicando después de su jubilación y hasta su muerte. Sus publicaciones incluyen:
- Walsh, Stig Un, Iwaniuk, Andrew N, Knoll, Monja Un, Bourdon, Estelle, Barrett, Paul M, Milner, Angela C, Nudds, Robert L, Abel, Richard L y Patricia Dello Sterpaio (2013) Avian cerebellar floccular fossa la medida no es un proxy para volar capacidad en pájaros. PLOS UN 8 e67176
- Archibald, J David, Clemens, WA, Padian, Kevin y 20 otros autores que incluyen Angela C. Milner. (2010) Cretaceous extinciones: causas múltiples. Ciencia 328 973–973
- Alonso, PD, Milner, AC, Ketcham, RA,  Cookson, MJ y Rowe, TB (2004) El avian naturaleza del cerebro y oreja interior de Archaeopteryx. Naturaleza 430 666–66
- Macleod, N, Rawson, PF, Forey, PL, y 19 otros autores que incluyen Milner, AC (1997) El Cretaceous-transición biótica Terciaria. Revista de la Sociedad Geológica 154 265–292
- AJ Charig Y AC Milner (1986) Baryonyx, un notable nuevo therapod dinosaurio. Naturaleza 324 359@–361

También fue coautora del libro de Dinosaurios del Museo de Historia Natural de